# 요시다 야스타카
요시다 야스타카(일본어: 吉田 安孝, 1966년 11월 22일 ~ )는 일본의 전 축구 선수이다.

## 구단 경력
1989년 일본 사커 리그의 다나베 제약에 입단했다. 1991년까지 47경기에 나서 7득점을 기록했다. 1991년 마쓰다(산프레체 히로시마)로 이적했다. 1995년부터 1996년까지 재팬 풋볼 리그의 코스모 석유 욧카이치 FC에서 뛰었다. 1996년후 현역 은퇴.